# Mycteroperca
Mycteroperca é um género de peixe da família Serranidae.
Este género contém as seguintes espécies:
- Mycteroperca acutirostris (Valenciennes, 1828)
- Mycteroperca bonaci (Poey, 1860)
- Mycteroperca cidi Cervigón, 1966
- Mycteroperca fusca (Lowe, 1838)
- Mycteroperca interstitialis (Poey, 1860)
- Mycteroperca jordani (Jenkins & Evermann, 1889)
- Mycteroperca microlepis (Goode & Bean, 1879)
- Mycteroperca olfax (Jenyns, 1840)
- Mycteroperca phenax Jordan & Swain, 1884
- Mycteroperca prionura Rosenblatt & Zahuranec, 1967
- Mycteroperca rosacea (Streets, 1877)
- Mycteroperca rubra (Bloch, 1793)
- Mycteroperca tigris (Valenciennes, 1833)
- Mycteroperca venenosa (Linnaeus, 1758)
- Mycteroperca xenarcha Jordan, 1888